# ジョージ・フレイザー (第15代ソルトーン卿)
第15代ソルトーン卿ジョージ・フレイザー（英語: George Fraser, 15th Lord Saltoun、1720年10月10日 – 1781年8月30日）は、スコットランド貴族。

## 生涯
第13代ソルトーン卿アレクサンダー・フレイザーとメアリー・ゴードン（Mary Gordon、1682年3月28日 – 1753年2月10日、初代アバディーン伯爵ジョージ・ゴードンの娘）の息子として、1720年10月10日に生まれた。
1751年10月10日に兄アレクサンダーが死去すると、ソルトーン卿の爵位を継承した。
イギリス海兵隊に入隊して中尉になり、政治には関わらなかったという。
1781年8月30日に死去、長男アレクサンダーが爵位を継承した。

## 家族
1756年6月5日、エレノア・ゴードン（Eleanor Gordon、1800年9月13日没、ジョン・ゴードンの娘）と結婚、4男3女をもうけた。妻エレノアの母ヘンリエッタは祖父にあたる第12代ソルトーン卿ウィリアム・フレイザーの娘だった。
- ヘンリエッタ（1757年7月20日 – 1809年）
- アレクサンダー（1758年 – 1793年） - 第16代ソルトーン卿、子供あり
- ジョージ（1759年6月12日 – 1759年）
- メアリー（1760年10月27日 – 1809年）
- ジョン（1762年1月18日 – 1772年6月6日）
- ジョージ（1763年3月29日 – 1799年1月8日） - 陸軍軍人
- エレノラ（Eleanora、1766年3月29日 – 1821年頃） - 1786年8月29日、第6代準男爵サー・ジョージ・ラムゼイ（1790年没）と結婚。1792年7月6日、ダンカン・キャンベル（Duncan Campbell、1837年4月9日没）と再婚